# ياو بن
ياو بن (بالصينية: 姚濱) هو متزلج فني صيني، ولد في 15 أغسطس 1957 في هاربن في الصين.

## وصلات خارجية
- ياو بن على موقع أوليمبيديا (الإنجليزية)
- ياو بن على موقع اللجنة الأولمبية الصينية (الإنجليزية)